# Damien Walters
Damien Walters (* 6. April 1982 in Chesterfield, Derbyshire, England) ist ein ehemaliger britischer Kunstturner, der sich auf Tumbling spezialisiert hatte. Heute arbeitet er als Stuntman und Stunt-Coach und betreibt Freerunning.

## Leben

### Erfolge als Trampolinturner
Er nahm an vier Trampolin-Weltmeisterschaften teil. Im Jahr 2003 gewann er als eines der vier Mitglieder des britischen Teams die Weltmeisterschaft im Team-Wettbewerb. In den Jahren 2001 und 2007 erreichte er mit dem Team jeweils den 4. Platz. Außerdem belegte er Platz 5 im Einzel-Wettbewerb in den Jahren 2003 und 2005. Die europäische Meisterschaft im Team gewann er 2006, nachdem er im Einzelwettbewerb zwei Jahre vorher bereits den zweiten und achten Platz erreicht hatte. Danach nahm er nicht weiter an Turnieren teil, sondern konzentrierte sich auf seine anderen Projekte, vor allem auf seine Karriere als Stuntman. Außerdem erschien er auch in ein paar Werbespots und trat bei Akrobatik-Vorführungen auf. Damien Walters ist 1,78 m groß und wiegt 76 kg.

### Erfolge als Stuntman
Im Jahre 2007 erhielt Walters einen Anruf und eine Anfrage des Stunt-Agenten von Jackie Chan, nachdem er eines seiner Videos auf YouTube gesehen hatte, in denen er Stunts ausgeführt hatte, wie beispielsweise seitwärts über ein auf ihn zu fahrendes Auto zu springen. Er hielt die Anfrage zuerst für einen Scherz, ließ sich aber schließlich dazu überreden, seine Turnerkarriere zugunsten der Karriere als Stuntman aufzugeben.
Walters hatte eine Rolle als Stuntdouble oder Stunt-Darsteller in den Filmen: Hellboy – Die goldene Armee, Ninja Assassin, Scott Pilgrim gegen den Rest der Welt, Der Adler der neunten Legion, Ich bin Nummer Vier, Blitz, Colombiana und Captain America – The First Avenger. In Kick-Ass wirkte er sowohl als Stuntdouble als auch als Assistent für die Koordination der Kämpfe mit. Ebenfalls in Kampfszenen ist er in den Filmen von Sherlock Holmes – Spiel im Schatten und 47 Ronin involviert. Im Jahr 2010 gewann er den Taurus Award in der Kategorie Beste Kampfszene in dem Film Ninja Assassin.
Walters betreibt außerdem Parkour und Freerunning, wo er seine Turner- und Stunt-Fähigkeiten einsetzt. Auf YouTube ist er einer der am meisten geschauten Freerunners, seine Videos wurden insgesamt über 132 Millionen Mal aufgerufen.
Derzeit betreibt er in Derbyshire seine eigene Trainingshalle und dreht Filme.

## Filmografie
In den nachfolgend genannten Filmen wirkte Walters als Stuntdouble o. Ä.:
- 2008: Hellboy – Die goldene Armee
- 2009: Ninja Assassin
- 2010: Kick-Ass
- 2010: Scott Pilgrim gegen den Rest der Welt
- 2011: Der Adler der neunten Legion
- 2011: Ich bin Nummer Vier
- 2011: Blitz
- 2011: Captain America – The First Avenger
- 2011: Sherlock Holmes – Spiel im Schatten
- 2012: Skyfall
- 2013: 47 Ronin
- 2015: Kingsman: The Secret Service
- 2016: Assassin’s Creed
- 2017: Die Schöne und das Biest
- 2018: A Xiu Luo
- 2018: Der Nussknacker und die vier Reiche
- 2020: The Old Guard
- 2022: Doctor Strange in the Multiverse of Madness
- 2022: Jurassic World: Ein neues Zeitalter